# Бюстгальтер

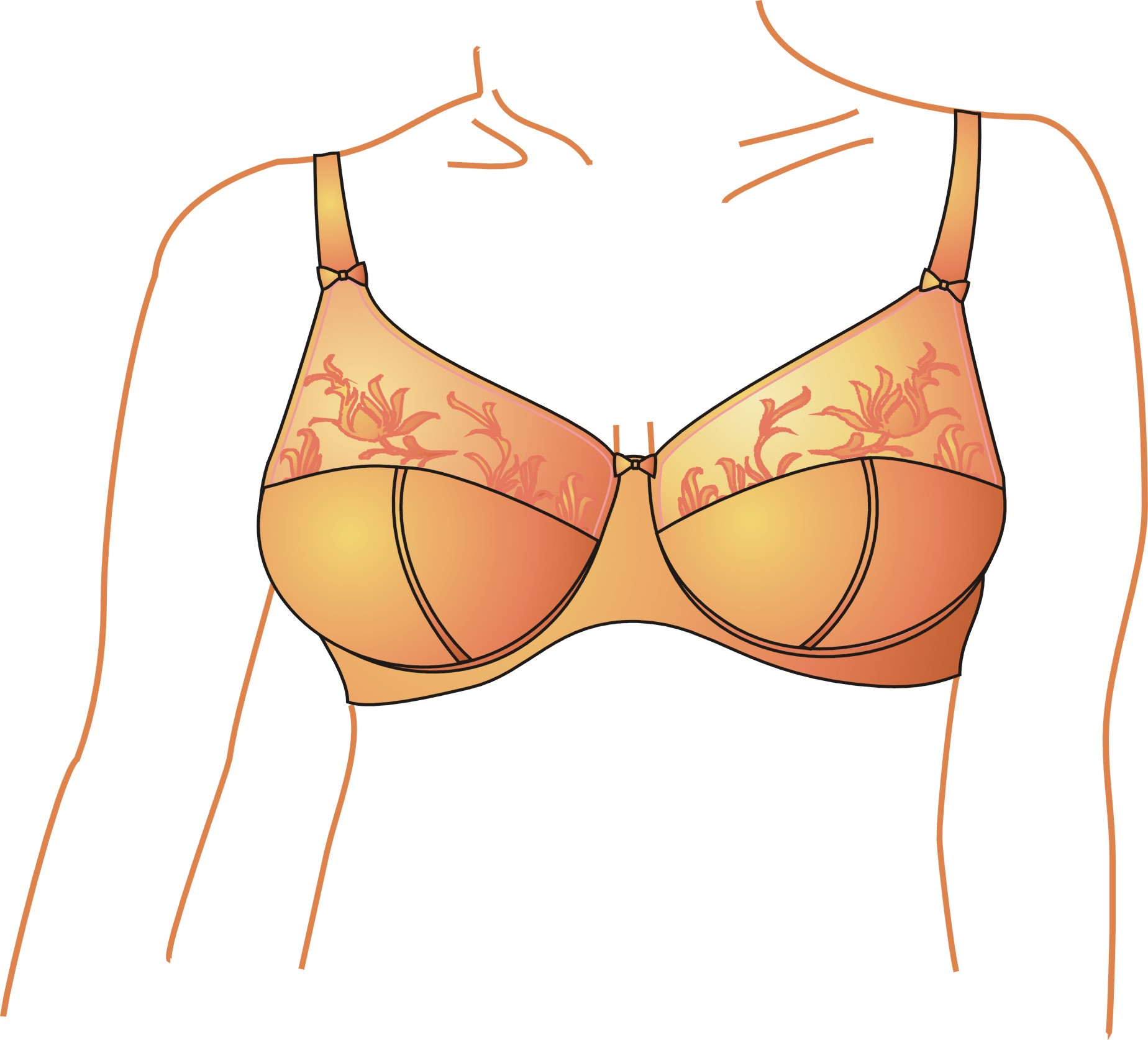
Сучасний повночашковий бюстгальтер

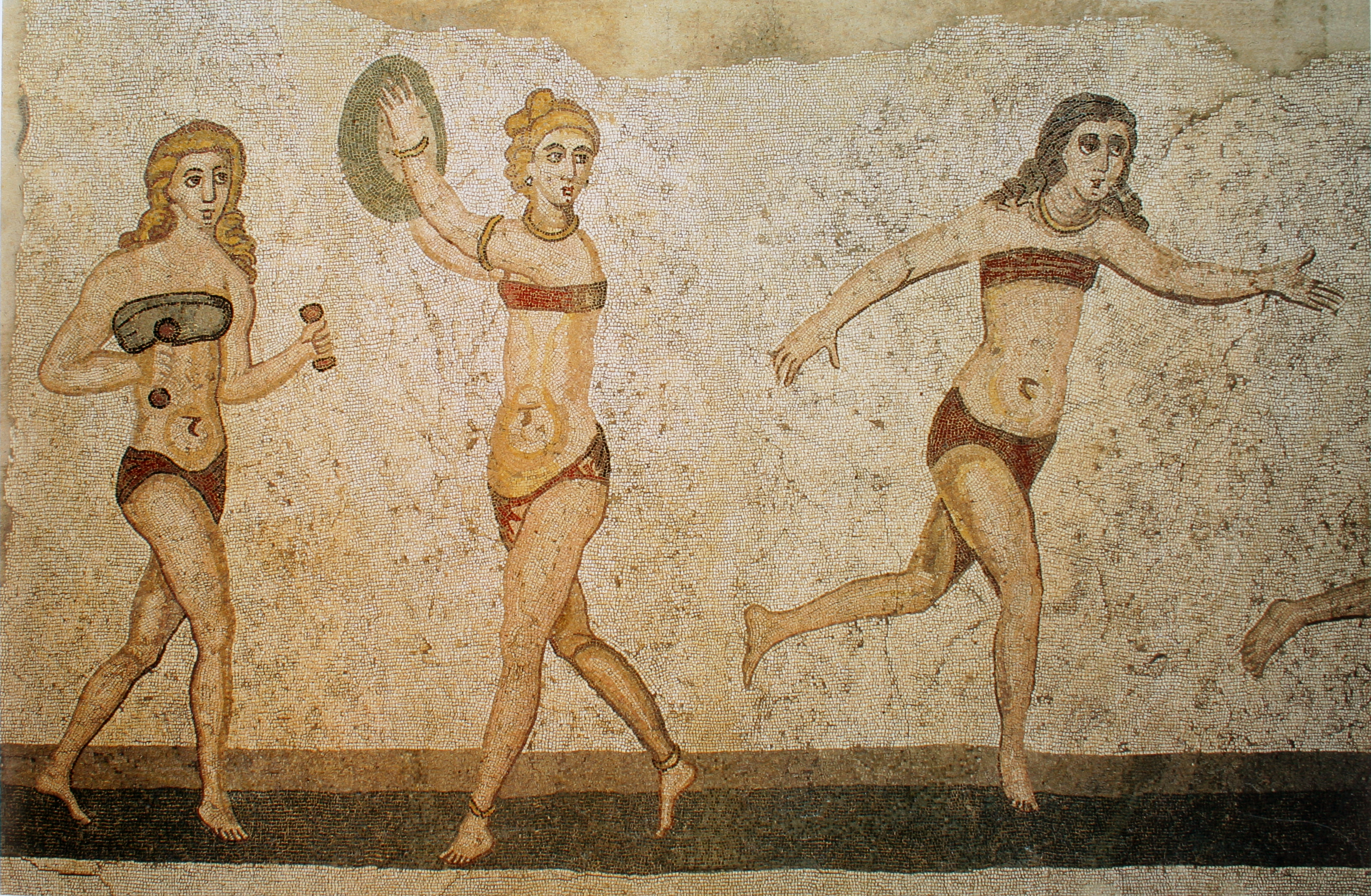
Римлянки в нагрудних пов'язках під час спортивної гри, 4 століття

Бюстга́льтер (розмовна назва ліфчик) — елемент спідньої білизни жінок, який еволюціонував із корсета, слугує для естетичної функції та підтримання грудей під час занять спортом.
В юному віці і при невеликих розмірах грудей можна обходитися без бюстгальтера. Він потрібен під час занять спортом (бажано спортивний), протягом вагітності, після пологів (бюстгальтер годувальниці), при великому розмірі грудей.
Існують різні типи бюстгальтерів.
Дослідження користі бюстгальтерів для жіночого здоров'я почали проводитись досить недавно. Вони вказують на відсутність позитивного ефекту від носіння бюстгальтера, а також конкретну шкоду: погіршення кровообігу, стискання грудної клітини, поверхневе дихання, шкірні реакції, розвиток невралгій, хиб постави. Досліджуються зв'язки носіння бюстгалтера з ризиками раку грудей.
Фемінізм другої хвилі зі слоганом Burn your bra зробив бюстгальтер символом патріархатного тиску: як незручна та вартісна б'юті-практика, бюстгальтер забезпечує контроль і табуювання жіночої сексуальності, з одного боку (через приховування сосків), і сексуальну об'єктивацію жіночого тіла, з іншого (через візуальне збільшення грудей пушапом, поролоновими вкладками, зсування молочних залоз чашками докупи для еротизованого декольте, загальну еротизацію предмету одягу декором та покроєм). Феміністські дослідження ергономіки підважили необхідність бюстгалтера, і в ХХІ ст. жінки почали відмовлятись принаймні від жорстких моделей з підкладками на користь зручних м'яких виробів, що адекватно фіксують груди в повсякденні і в спорті.
День без бюстгальтера відмічається щорічно 13 жовтня з 2011 року.
Знятий бюстгальтер згодом перекочував у форми протесту та перформансу в різноманітних областях: так, див. Бюстгальтеровий паркан у Кардроні.

## Етимологія
Слово «бюстгальтер» походить від нім. Büstenhalter — «бюстотримач». Розмовна назва «ліфчик» є зменшеною формою від «ліф» — «верхня частина сукні», яке походить від нід. lijf («корпус»).
Із другої половини ХХ ст. назва «бюстгальтер» була майже повністю витіснена словом «ліфчик», яким в XIX столітті іменували предмет жіночого та дитячого одягу, призначений для кріплення підв'язок. Ліфчик — похідне від ліфа сукні, під яку її надягали.

## Історія
На початку терміну «спідня білизна» не існувало. Жінки одягали під верхній одяг «натільну білизну», в якій цінували в основному функціональні якості. Головне завдання, яке повинна була виконувати спідня білизна, — це підтримувати, зігрівати, приховувати недоліки фігури. Цілу тисячу років, починаючи з 3000 до н. е., головною модною тенденцією був топлес. У Давньому Єгипті сарафани на бретелях з тонкої тканини починалися якраз під грудьми, оголяючи їх повністю.

### Докорсетні бюстгальтери
Мешканки Стародавньої Греції стали носити ἀπόδεσμος, «аподесмос» — невелику стрічку, яку пов'язували під грудьми навколо торсу. З часом ця конструкція трансформувалася у вужчий варіант —  μαστόδετον, μαστόδεσμος, στηθοδέσμη. Частіше за все давньогрецький бюстгальтер називають словом στρόφιον, «строфіон».
У Стародавньому Римі носили строфіум кількох різновидів: mamillare, fascia, capitium і toenia. Fascia носили дівчата для запобігання росту грудей, mamillare підтягав пишні груди. Так і народився перший корсет.

### Сучасні бюстгальтери
Кінець XIX ст. — початок 1960-х

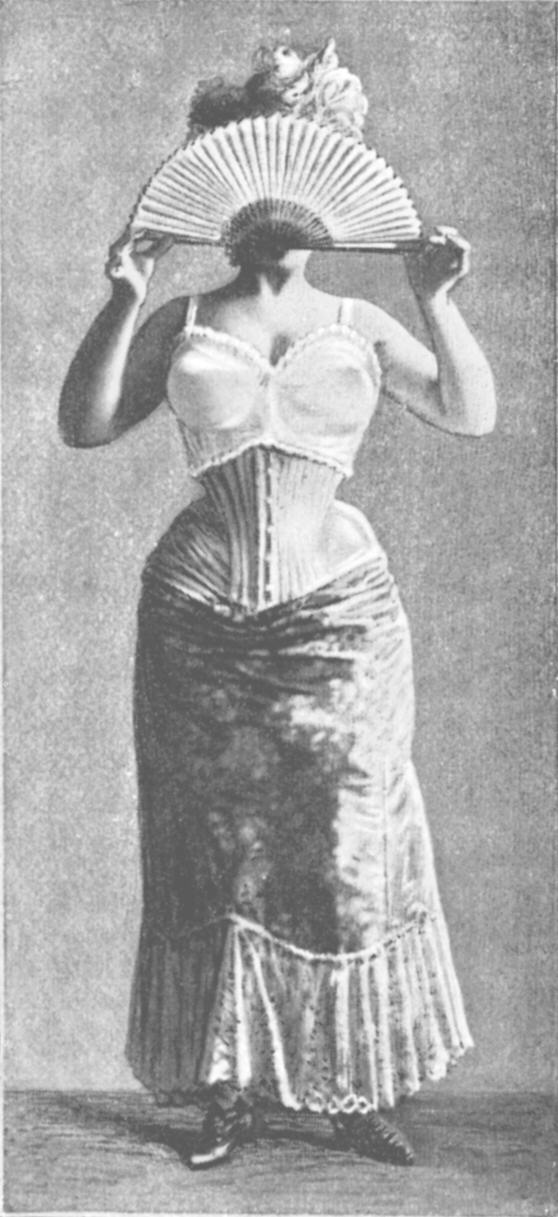
Ліф (bodice, фр. brassière), 1900

У 1886 році Йозеф Велс із Філадельфії запропонував альтернативу незручному корсету — бюстгальтер. Сплетений із дроту кошик не поглинав залишки вологи, був гігієнічним, і кожна дама могла собі підібрати потрібний розмір. Новий предмет жіночого туалету можна було замовити поштою за 75 центів, після чого виробництво бюстгальтерів було поставлено на «широку ногу».
У 1889 році француженка Ерміні Кадолль представила на паризькій Всесвітній виставці бюстгальтер, зроблений з двох чашечок на бретельках. «Підтримувач грудей» був запатентований Марі Тусек, яка у 1893 році винайшла бюстгальтер на кісточках з перехресними на спині бретелями і застібкою-гачком. На межі століть Крістіна Хардт зшила мініфуфайку на бретельках з ущільненими чашечками. У 1903 році лікарка Гош Саро випустила перший «ліф для грудей», який був продемонстрований у медичній академії Парижа.

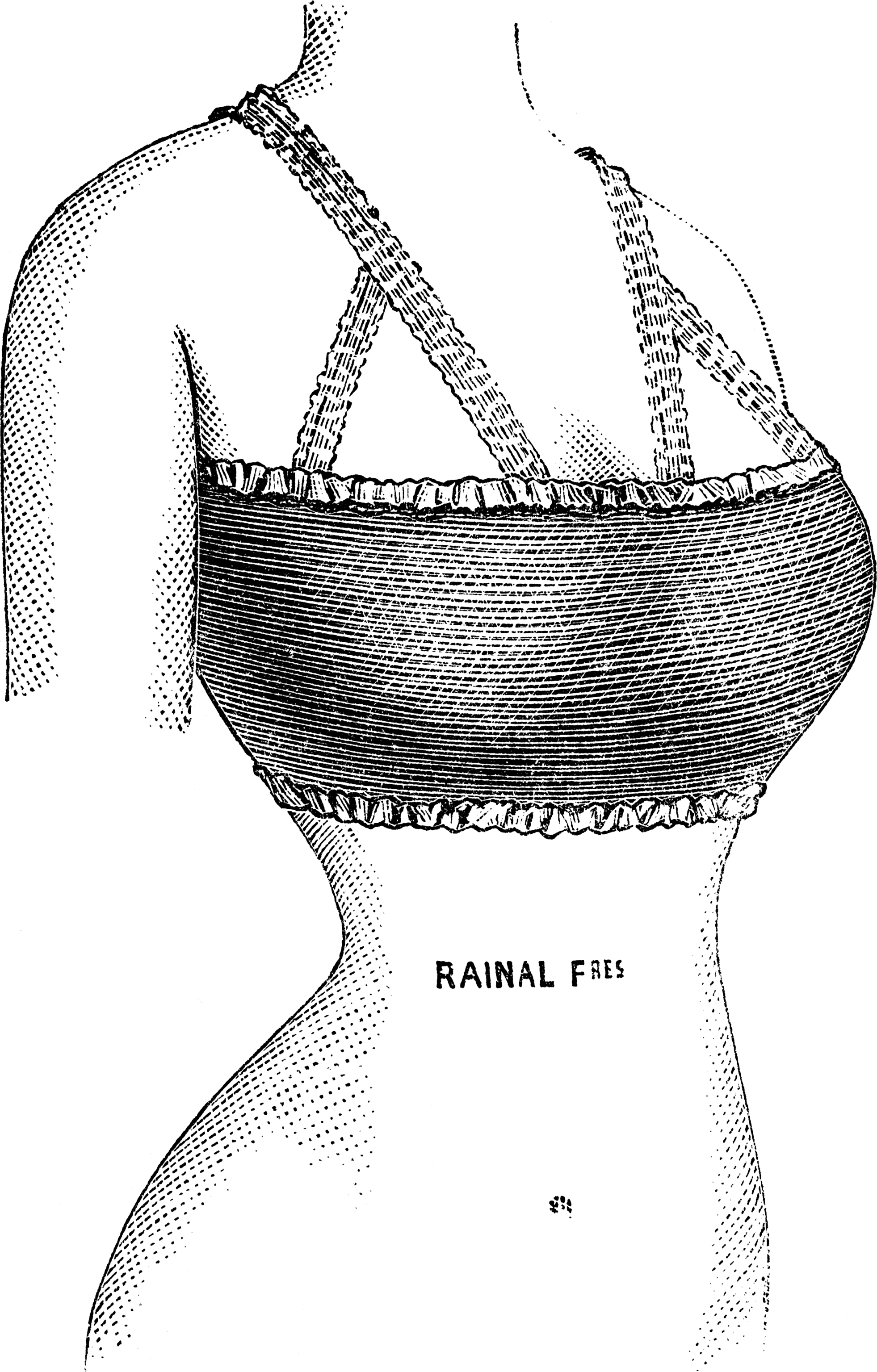
Еластичний бюстгальтер 1907 року

У 1907 році журнал Vogue опублікував фото перших бюстгальтерів, схожих на сучасні. П'ять років потому Зиґмунд Ліндауер придумав натільний бюстгальтер Hautana без деталей та гачків. В цей період сукні з відкритою спиною не могли поєднуватись зі щільними корсетами, тому у 1913 році Мері Фелпс розробила «безспинний ліфчик», який складався з двох носових хустинок та двох стрічок. 3 вересня 1914 року вона запатентувала свій винахід і випустила декілька сотень бюстгальтерів під назвою Caresse Crosby.
Перша світова війна сприяла зростанню популярності бюстгальтерів Hautana. Жінки відмовлялися від корсетів, які були оснащені металічними деталями. Це дозволило зекономити 28 тисяч тон металу додатково, а бюстгальтеру, який називали м'яким корсетом, ще міцніше закріпитися в жіночому гардеробі.
У 1920-х роках в моду входить стиль «гарсон», який характеризується появою жінок зі стрижкою під «хлопчика» і з пласкими грудьми. Оптичну ілюзію можна було створити за допомогою тісного бюстгальтера, який шили із корсетних тканин (мадаполам, дамаст, атлас). Більшість модниць не могли з цим змиритись, і у 1922 році білоруська емігрантка Іда Розенталь оголосила протест стандарту плоских грудей. Вона разом з чоловіком розробила систему розмірів для бюстгальтерів і заснувала в США компанію Maidenform з їх виробництва.
У 1930-х роках з'явилися бюстгальтери зі стрейч-тканин — батисту, латексу та штучного шовку. В цей період набуває поширення бюст'є, а також ліфчик з пушапом, який додавав грудям пишності та привабливості. У 1938 році було винайдено нейлон, який дозволив надати бюстгальтеру еластичності.
В роки Другої світової війни світ побачив бюстгальтер з регульованими бретельками і бюстгальтер годувальниці із застібкою спереду. Через дефіцит натуральних тканин бюстгальтери шили із синтетичних матеріалів або парашутного полотна. Згодом Фредерік Меллінгер представив в Лос-Анджелесі бюстгальтер-куля, який мав конусоподібні чашечки з круговим швом, потребував спеціальних вкладишів і викликав проблеми з поставою. У 1949 році англієць Чарльз Ленгс запатентував ліфчик без бретельок, який складався з двох розрізнених чашечок, що трималися на грудях.
У 50-ті роки в моду увійшов бюстгальтер Sweet Dreams, який відрізнявся від своїх попередників особливою м'якою чашечкою. Наступне десятиліття ознаменувалося появою моделі балконет із жорсткою конструкцією. Чашки лише наполовину прикривають груди, а надійна підтримка забезпечується за рахунок сталевих кісточок. В СРСР цей бюстгальтер отримав назву Анжеліка завдяки головній героїні однойменного фільму «Анжеліка, маркіза янголів».
З другої половини 1960-х
У 1964 році канадська дизайнерка Луїза Пуарьє створила бюстгальтер Wonderbra, V-подібна форма якого зближувала груди і піднімала їх на запаморочливу висоту. Того ж року завдяки лайкрі з'явився перший невидимий бюстгальтер. Однак нова хвиля емансипації зупинила виробництво ліфчиків, які сприймалися багатьма жінками як символ дискримінації та нерівності ста́тей.
7 вересня 1968 року в місті Атлантік-Сіті, штат Нью-Джерсі, американські феміністки протестували проти конкурсу краси «Міс Америка». В їх числі були декілька представниць групи «Радикальні жінки Нью-Йорка», які влаштували блазнівську коронацію вівці і демонстративно викидали в сміттєві баки «знаряддя патріархату». Вони мали намір спалити бюстгальтери, які вважалися «предметом поневолення». Однак це тривало недовго, і згодом більшість журналів демонстрували фотографії цієї деталі жіночого туалету.
У 1970 році Франція побачила перший візерунчастий і безшовний бюстгальтер. З того часу розпочалась справжня бюстгальтерна контрреволюція — рівень виробництва спідньої білизни почав зростати в геометричній прогресії. У 1977 році Хінда Міллер, Ліза Ліндал і Поллі Палмер-Сміт створили спортивний бюстгальтер Jogbra, перші моделі якого не володіли підтримуючими властивостями і не були зносостійкими.
Мода на еластичний і трикотажний бюстгальтер була введена американською акторкою та моделлю Джейн Фонда, яка розробила спортивний топ для занять аеробікою. У 80-ті роки прославлені будинки моди — Жан-Поль Готьє, Ів Сен-Лоран, Гуччі та Версаче — почали випускати колекції спідньої білизни із шовку, мережива і атласних стрічок. Відтоді бюстгальтер став атрибутом розкішного образу життя. У 1981 році в США було скасовано заборону на рекламу спідньої білизни, і в усіх популярних глянцевих журналах з'явилися фотографії напівоголених моделей з партнерами.
У 1990 році Жан-Поль Готьє створив для співачки Мадонни бюстгальтер-кулю, який згодом почали носити поверх майок та блузок. 1994 рік став революційним в історії бюстгальтера: друге народження пережив Wonderbra, який прикрасили мереживом і принтами. В цей період на вулицях європейських столиць почали з'являтися білборди з фото Єви Герцигової та її закликами, які ставали причинами автомобільних аварій. З 1996 року Victoria's Secret щороку випускає бюстгальтер з дорогоцінним камінням, який з 2001 року показують на подіумі під час кульмінації показу.
На межі тисячоліть компанія What Katie Did почала випускати бюстгальтери у вінтажному стилі. Згодом словацька супермодель Адріана Скленарікова продемонструвала на подіумі бюстгальтер Air Bra, який коректує об'єм грудей за рахунок надувних чашечок. Цей предмет жіночого туалету став справжнім витвором мистецтва, який вражає своєю красою та багатоманітністю.

## Типи й види

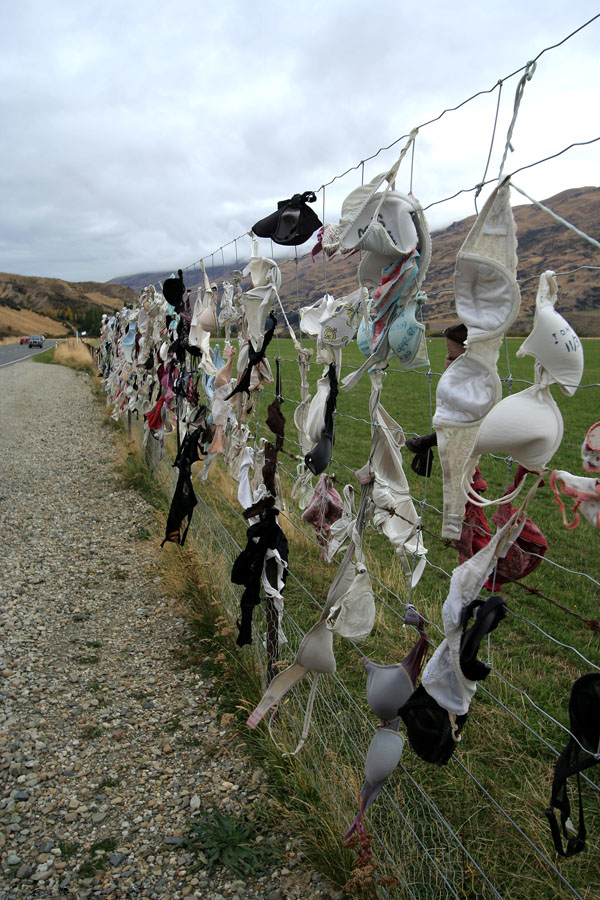
Бюстгальтери на паркані в Кардроні (Нова Зеландія)

Основна стаття Типи та види бюстгальтерів

## Розміри
Різні країни використовують різні системи маркування, тож при покупці варто перевіряти країну виробництва на етикетці.

### Таблиця розмірів і маркувань
Перша цифра — обхват під грудьми в сантиметрах (наприклад, 85), а друга буква позначає повноту чашки (А, В, С, D, E). Іноді спочатку вказується обхват під грудьми в дюймах — 85 сантиметрам відповідають 36 дюймів.
| Обхват грудей | Обхват під грудьми | Система розмірів | Система розмірів | Система розмірів |
| Обхват грудей | Обхват під грудьми | Франція          | Англія, США      | Європа           |
| ------------- | ------------------ | ---------------- | ---------------- | ---------------- |
| 77–80 cm      | 62–66 cm           | 80A              | 30А              | 65А              |
| 80–83 cm      | 62–66 cm           | 80B              | 30B              | 65B              |
| 82–85 cm      | 67–71 cm           | 85A              | 32A              | 70A              |
| 85–88 cm      | 67–71 cm           | 85B              | 32B              | 70B              |
| 88–91 cm      | 67–71 cm           | 85C              | 32C              | 70C              |
| 87–90 cm      | 72–76 cm           | 90A              | 34A              | 75A              |
| 90–93 cm      | 72–76 cm           | 90B              | 34B              | 75B              |
| 93–96 cm      | 72–76 cm           | 90C              | 34C              | 75C              |
| 96–99 cm      | 72–76 cm           | 90D              | 34D              | 75D              |
| 82–95 cm      | 77–81 cm           | 95A              | 36А              | 80A              |
| 95–98 cm      | 77–81 cm           | 95B              | 36B              | 80B              |
| 98–101 cm     | 77–81 cm           | 95C              | 36C              | 80C              |
| 101—104 cm    | 77–81 cm           | 95D              | 36D              | 80D              |
| 97–100 cm     | 82–86 cm           | 100A             | 38A              | 85A              |
| 100—103 cm    | 82–86 cm           | 100B             | 38B              | 85B              |
| 103—106 cm    | 82–86 cm           | 100C             | 38C              | 85C              |
| 106—109 cm    | 82–86 cm           | 100D             | 38D              | 85D              |
| 105–108 cm    | 87–91 cm           | 105A             | 40A              | 90A              |
| 108—111 cm    | 87–91 cm           | 105B             | 40B              | 90B              |
| 111—114 cm    | 87–91 cm           | 105C             | 40C              | 90C              |

## Вплив на здоров'я
Існує хибне уявлення, що носіння бюстгальтера уповільнює чи зовсім запобігає розвитку мастоптозу. Дослідники не можуть знайти підтвердження цьому твердженню. Натомість дослідження проведене в 2013 році показало, що носіння бюстгальтера може послабити тканини тіла, що підтримують груди. Бюстгальтер чинить сильний тиск на окремі частини тіла, що провокує болі в плечах, шиї та руках.
Цілодобове носіння бюстгальтера призводить до стискання грудей та спини, тим самим придушуючи відтік лімфи, що призводить до відкладення токсинів та інших відходів життєдіяльності в тканинах грудей. Це збільшує ризик утворення пухлин у жінок, які неправильно підбирають бюстгальтер. У 2008 році модель Тайра Бенкс влаштувала спалення бюстгальтерів у дворі своєї студії, аби підтримати жінок з раком грудей.
Жінкам з онкозахворюваннями, імплантованим кардіостимулятором та гіпертонічними захворюваннями не рекомендується носити бюстгальтер, який потрібно надягати лише у виключних випадках. Його можна замінити на спортивний топ, вдягнути під джемпер, сорочку чи блузу або еластичну обтягуючу футболку. При цьому груди повинні приховувати вільні складки, волани або щільний набивний принт під сукнею. Більшість лікарів рекомендують носити бюстгальтер не більше 12 годин на добу і знімати його на ніч, аби уникнути атрофії зв'я́зок.
Спосіб носіння одягу жінкою, коли бюстгальтер, чи інша спідня білизна, що покриває груди відсутні в англомовному сленгу називається bralessness.